# 1470년

## 연호
- 명(明) 성화(成化) 6년
- 일본(日本) 분메이(文明) 2년
- 후 레 왕조(後黎朝) 홍득(洪德) 원년

## 기년
- 류큐(琉球) 쇼엔왕(尚円王) 원년
- 명(明) 헌종 성화제(憲宗 成化帝) 6년
- 조선(朝鮮) 성종(成宗) 원년
- 후 레 왕조(後黎朝) 성종(聖宗) 11년

## 탄생
- 6월 30일 - 프랑스의 왕 샤를 8세.
- 7월 30일 - 명나라의 제9대 황제 홍치제.
- 11월 2일 - 잉글랜드의 왕 에드워드 5세.